# Tamoe
 (juin 2014).
Tamoe est une commune de Guinée située dans la préfecture de Nzérékoré.